# Imunodifuzia radială simplă Mancini
Imunodifuzia radială simplă sau imunodifuzia simplă bidimensională a fost imaginată de Mancini, Carbonara și Heremans în 1965. Metoda constă în difuzia radială pasivă a unui reactant în fază lichidă (antigenele de ser) într-un gel de agaroză în care este inglobat celalalt reactant (anticorpii specifici) cu formarea unei zone (halou) de precipitare.
Dimensiunea haloului este direct proporțională cu concentrația antigenului ce difuzează și invers proporțională cu concentrația anticorpilor și înălțimea stratului de gel în care sunt înglobați. Diametrele se măsoară la 48 și 72 de ore după începerea difuziei. Rezultatele obținute se compară cu cele dintr-o 
curbă standard.
Existența unei proporționalități directe între concentrația antigenului și diametrul zonei de precipitare pentru difuzia completă Mancini permite trasarea curbei 
etalon prin măsurarea diametrelor de precipitare a cel puțin trei concentrații ale unui antigen de referință. 
Imunodifuzia radială simplă efectuată în condiții optime prezintă coeficientul de variație sub 10%, iar sensibilitatea este de 2 µg/ml.
Concentrația antigenului (proteinei) se stabilește în funcție de curba etalon trasată cu trei diluții ale serului de referință. Rezultatele metodei se exprimă în mg/dl. Aplicații posibile sunt determinările cantitative pentru: imunoglobuline (IgG, IgA, IgM), complement (C3), alfa-1 antitripsină, siderofilină, proteina C-reactivă (CRP), etc.